# Ordina Open 2009
Ordina Open 2009 - тенісний турнір, що проходив на відкритих кортах з трав'яним покриттям. Це був 20-й за ліком Rosmalen Grass Court Championships. Належав до серії International в рамках Туру ATP 2009, а також до серії International в рамках Туру WTA 2009. І чоловічий, і жіночий турніри відбулись у парку Autotron у Rosmalen, поблизу Гертогенбоса (Нідерланди). Тривав з 14 до 20 червня 2009 року. Бенжамін Бекер і Тамарін Танасугарн здобули титул в одиночному розряді.

## Учасники

### Сіяні учасники
| Гравець           | Країна    | Рейтинг* | Сіяний |
| ----------------- | --------- | -------- | ------ |
| Фернандо Вердаско | Іспанія   | 8        | 1      |
| Томмі Робредо     | Іспанія   | 15       | 2      |
| Давид Феррер      | Іспанія   | 18       | 3      |
| Райнер Шуттлер    | Німеччина | 32       | 4      |
| Ігор Куніцин      | Росія     | 39       | 5      |
| Марк Жікель       | Франція   | 40       | 6      |
| Жеремі Шарді      | Франція   | 43       | 7      |
| Міша Зверєв       | Німеччина | 45       | 8      |

- Рейтинг подано станом на 8 червня 2009.

### Інші учасники
Нижче наведено учасників, які отримали вайлд-кард на участь в основній сітці:
- Daniel Berta
- Джессі Гута Ґалунґ
- Рамон Слюйтер

Нижче наведено гравців, що пробились в основну сітку через стадію кваліфікації:
- Бенжамін Бекер
- Крістоф Вліген
- Дік Норман
- Тіємо де Баккер

## Учасниці

### Сіяні учасниці
| Гравчиня           | Країна     | Рейтинг* | Сіяна |
| ------------------ | ---------- | -------- | ----- |
| Дінара Сафіна      | Росія      | 1        | 1     |
| Домініка Цібулкова | Словаччина | 14       | 2     |
| Флавія Пеннетта    | Italy      | 15       | 3     |
| Сорана Кирстя      | Румунія    | 27       | 4     |
| Альона Бондаренко  | Україна    | 30       | 5     |
| Даніела Гантухова  | Словаччина | 33       | 6     |
| Івета Бенешова     | Чехія      | 35       | 7     |
| Олена Весніна      | Росія      | 39       | 8     |

- Рейтинг подано станом на 8 червня 2009.

### Інші учасниці
Нижче наведено учасниць, які отримали вайлд-кард на участь в основній сітці:
- Даніела Гантухова
- Тамарін Танасугарн
- Міхаелла Крайчек
- Яніна Вікмаєр

Нижче наведено гравчинь, які пробились в основну сітку через стадію кваліфікації:
- Кірстен Фліпкенс
- Марія Елена Камерін
- Ксенія Первак
- Ярослава Шведова

Гравчині, що потрапили в основну сітку як щасливий лузер:
- Северін Бремон
- Стефані Форец

## Переможниці та фіналістки

### Чоловіки. Одиночний розряд
Бенжамін Бекер  —  Рамон Слюйтер, 7–5, 6–3
- Для Беккер це був перший титул за кар'єру.

### Одиночний розряд. Жінки
Тамарін Танасугарн  —   Яніна Вікмаєр,  6–3, 7–5
- Для Танасугарн це був 1-й титул за рік і 3-й — за кар'єру.

### Парний розряд. Чоловіки
Веслі Муді /  Дік Норман —  Юган Брунстрем /  Жан-Жульєн Роєр, 7–6(7–3), 6–7(8–10), [10–5]

### Парний розряд. Жінки
Сара Еррані /  Флавія Пеннетта  —   Міхаелла Крайчек /  Яніна Вікмаєр 6–4, 5–7, [13–11]